# Crkva Uznesenja Blažene Djevice Marije u Rijeci
Crkva Uznesenja Marijina, zvana Duomo ili Zborna crkva u Rijeci. Smještena je na kraju Užarske ulice, nekoć glavne prometnice.

## Povijest
Crkva je prvotno izgrađena u ranom srednjem vijeku na ruševinama rimskih termi. Majstor Juraj iz Zadra obnovio je 1442. postojeću trobrodnu baziliku i povisio joj glavni brod. Crkva je popravljena i nakon mletačkog razaranja Rijeke 1509. godine.
Ponovno je iz temelja obnovljena 1695. godine, a između 1716. i 1726. obitelj Orlando, kranjski plemići i riječki patriciji, dograđuju prostrano svetište usred kojega je njihova grobnica.
Glavni oltar je djelo Mislejeve ljubljanske radionice, a četiri kipa svetih Šimuna, Ane, Margarete i Antuna djela su uglednog padovanskog skulptora Jacopa Contiera. Strop svetišta ukrašen je veoma kvalitetnim baroknim štukaturama. U osam bočnih kapela smješteni su višebojni mramorni oltari, koje su izradili barokni kipari Pasquale Lazzarini, Antonio Michelazzi i Sebastiano Petruzzi u 18. stoljeća. Oltarne pale djela su slikara Ivana Franje Gladića (Predaja ključeva, 1640.), Valentina Metzingera (sv. Filip Nerej, 1753., sv. Antun, 1750.), a riječki slikar Ivan Simonetti kopirao je u 19. stoljeću Tizianova djela "Uznesenje" za glavni oltar i "Sv. Ivana Krstitelja" za istoimeni oltar.
Zidove u unutrašnjosti crkve oslikao je poznati talijanski dekorativni slikar Augusto Pagliarini 1932. godine, a kao motiv je uzeo štukature u svetištu. Na inicijativu i po sugestiji Andrije Ljudevita Adamića, gradski arhitekt Joseph Storm izradio je 1824. godine projekt za današnje pročelje, u koje je ukomponirao gotičko-renesansnu prozorsku ružu datiranu u 1516. godinu. Skulpture na zabatu postavljene su 1890. godine.
Ispod sadašnjeg poda, načinjenog 1901. godine, nalazi se 75 grobnica srednje dubine do 2,5 m. Kamene ploče s tih grobnica uzidane su u vanjski sjeverni zid crkve, a njihovi natpisi povijesna su svjedočanstva o riječkom stanovništvu.
Uz crkvu je zvonik, samostalna građevina u podanku koje je uzidano kamenje iz rimskih ruševina. Datiran je iznad luka ulaznih vrata 1377. godinom. Ložu za zvona s gotičkim otvorima, zvonik je dobio u vrijeme obnove crkve koncem 15. stoljeća. Zvonik, je prema mjerenjima iz 1920. godine, nagnut za 40 cm, pa je dobio nadimak Kosi toranj.

## Vanjske poveznice
|  | Zajednički poslužitelj ima još gradiva o temi Crkva Uznesenja Blažene Djevice Marije u Rijeci |